# Comuna Sosnîna, Ivanîci
Sosnîna (în ucraineană Соснина) este o comună în raionul Ivanîci, regiunea Volînia, Ucraina, formată din satele Menciîci și Sosnîna (reședința).

## Demografie
Componența lingvistică a satului Sosnîna
     Ucraineană (98,6%)
     Rusă (1,12%)
Conform recensământului din 2001, majoritatea populației satului Sosnîna era vorbitoare de ucraineană (98,6%), existând în minoritate și vorbitori de rusă (1,12%).